# Gustav Thurau
Gustav Thurau (* 3. März 1863 in Tilsit; † 7. Juli 1918 in Greifswald) war ein deutscher Romanist.

## Leben und Werk
Thurau promovierte 1899 bei Alfons Kissner an der Albertus-Universität Königsberg mit der von Carl Appel angeregten Arbeit Beiträge zur Geschichte und Charakteristik des Refrains in der [sic] französischen Chanson (Weimar 1899, erweitert zu Der Refrain in der [sic] französischen Chanson. Beiträge zur Geschichte und Charakteristik des französischen Kehrreims, Berlin 1901, Nendeln 1977, XXV/494 S.). Er habilitierte sich bei Kissners Nachfolger Eduard Koschwitz († 1904), war Privatdozent in Königsberg, ging dann nach Greifswald und war dort von 1913 bis 1918 als Nachfolger des Koschwitz-Intimus Edmund Stengel Professor für Romanische Philologie. Auf ihn folgte Alfons Hilka.
Thurau war Ehrenmitglied der Neuphilologischen Verbindung Greifswald im WCV.

## Weitere Werke
- E. T. H. Hoffmanns Erzählungen in Frankreich. In: Festschrift zum siebzigsten Geburtstage Oskar Schades. Königsberg 1896, S. 239–289.
- [Bearbeiter:] Eduard Koschwitz: Anleitung zum Studium der französischen Philologie für Studierende, Lehrer und Lehrerinnen. 2. Auflage. Marburg 1900. [4. Auflage: 1912].
- [Zusammen mit Max Kaluza:] Eduard Koschwitz. In: Zeitschrift für französischen und englischen Unterricht. Band 3 (1904), S. 385–432.
- Historische französische Syntax 1896–1910. In: Kritischer Jahresbericht über die Fortschritte der romanischen Philologie. Band 11 (1911), S. 344–406.
- Singen und Sagen. Ein Beitrag zur Geschichte des dichterischen Ausdrucks. Berlin 1912.
- Das Frauenstudium an der Universität Greifswald. Ein statistischer Bericht nach amtlichen Akten. Greifswald 1912.